# Alfonso María de Fusco
Alfonso María de Fusco (nacido en Angri, Salerno, el 23 de marzo de 1839 y fallecido en la misma ciudad el 6 de febrero de 1910) fue un sacerdote italiano, declarado santo por la Iglesia Católica.

## Niñez
Alfonso Maria Fusco nació del matrimonio de Aniello Fusco y Giuseppina Schianova, en Angri, Salerno, Italia, el 23 de marzo de 1839. Su concepción se atribuyó a la intecesión de San Alfonso María de Ligorio, cuya tumba fue visitada por la pareja. Un sacerdote les aseguró que tendrían un hijo al que llamarían Alfonso. Dos meses después de su nacimiento, Alfonso María fue bautizado.
Debido a las circunstancias de su nacimiento, Aniello y Giuseppina educaron al niño en la más piadosa religiosidad. Eso hizo que el sueño del pequeño Alfonso fuese ser sacerdote.

## El seminario
Fusco entró el 5 de noviembre de 1850 en el Seminario de Nocera dei Pagani. De acuerdo con la biografía escrita por Eliodoro Tedesco, los años dentro del seminario son poco conocidos debido al saqueo del ejército del archivo del seminario en 1860. De todas maneras, Giuseppe Nappi describe el profundo respeto de Alfonso hacia sus profesores. Durante ese tiempo, Alfonso tuvo un sueño donde Jesús le ordenaba fundar un instituto que sirviera de orfanato para chicos.
Monseñor Antonio Salomone, arzobispo de Salerno, ordenó Alfonso Fusco, en su Oratorio privado de Avellino, el 29 de mayo de 1863 (Domingo de Pentecostés).

## Orden de Hermanas Bautistinas
Fundó la Pía Unión de Hijos de María en 1870 y la orden de las Hermanas Nazarenas Bautistinas en 1874. Y en 1878, fundó la Congregación de las Hermanas de San Juan Bautista (también conocidas como Bautistinas), dedicada a la educación católica de niños y jóvenes.
Fue obispo de Angri en 1870 y gobernó la diócesis, hasta el día en que murió en dicha ciudad, en 1910, a la edad de 70 años. 
Fue declarado venerable en 1976 y beatificado en 2001. Fue canonizado por el Papa Francisco el 16 de octubre de 2016.